# Ralf Kober
Ralf Kober (* 1954) ist ein ehemaliger deutscher Schauspieler und Hörspielsprecher.

## Leben
Ralf Kober wuchs in der DDR auf. Er war von 1974 bis 1980 ein Mitglied der Liedertheatergruppe Karls Enkel. Er verließ die Gruppe im Jahr 1980 dann zugunsten seines Schauspielstudiums.
In den 1980er-Jahren wirkte Kober als Schauspieler in einigen DEFA-Filmen und Fernsehserien mit. In der Reihe Polizeiruf 110 hatte er zwei Auftritte als Täter, zunächst 1983 als sehr rowdyhafter Jugendlicher Horst „Fetzer“ Ackermann und 1988 als Posträuber Norbert Schumann. Am Theater wirkte Kober unter anderem in Theaterstücken wie beispielsweise als Schauspielstudent in Blaue Pferde auf rotem Gras am Berliner Ensemble mit.
Nach der Wende verfolgte er die schauspielerische Tätigkeit nicht weiter und hatte nur noch einen Gastauftritt in der Serie Für alle Fälle Stefanie.

## Filmografie
- 1982: Gitarre oder Stethoskop
- 1983: Polizeiruf 110: Es ist nicht immer Sonnenschein
- 1983: Martin Luther (TV-Mehrteiler)
- 1986: Jungfer Miras Mirakel
- 1988: Polizeiruf 110: Ihr faßt mich nie!
- 1989: Großer Frieden
- 1998: Für alle Fälle Stefanie (Fernsehserie, 1 Folge)

## Hörspiele (Auswahl)
- 1986: Michael Sollorz: Lehrjahre (Bert) – Regie: Bert Bredemeyer (Original-Hörspiel, Kurzhörspiel – Rundfunk der DDR)
- 1987: Ray Bradbury: Marsgeschichten. Vorlage: Die Mars-Chroniken (2 Teile) (Stimme) – Regie: Bert Bredemeyer (Hörspielbearbeitung, Science-Fiction-Hörspiel – Rundfunk der DDR)
- 1988: Eckhard Bahr: Tatbestand Eine Sendereihe in Zusammenarbeit mit dem Generalstaatsanwalt der DDR: Folge 37: Verlorene Zeit (Rüdiger) – Regie: Bert Bredemeyer (Originalhörspiel – Rundfunk der DDR)
- 1988: Jan Eik: Ehrlich geteilt (Heino) – Regie: Bert Bredemeyer (Originalhörspiel, Kriminalhörspiel, Kurzhörspiel – Rundfunk der DDR)
- 1990: Georg Büchner, Carl-Christian Demke: Franz (Schöner) – Regie: Wolfgang Rindfleisch (Hörspielbearbeitung – Rundfunk der DDR)
- 1990: Siegfried Stadler: Keiner will der Löwe sein (Samson) – Regie: Herbert Olschok (Originalhörspiel, Kinderhörspiel, Kurzhörspiel – Rundfunk der DDR)
- 1990: Bo Carpelan: Stimmen in später Stunde (2. Polizist) – Regie: Beate Rosch (Originalhörspiel – Rundfunk der DDR)
- 1990: Andreas Anden: Rhythmusstörungen (Stevie) – Regie: Bert Bredemeyer (Originalhörspiel, Kriminalhörspiel, Kurzhörspiel – Rundfunk der DDR)[7]